# Taeniochromis holotaenia
Espèce
Statut de conservation UICN

 LC  : Préoccupation mineure
Taeniochromis holotaenia est une espèce de poissons de la famille des Cichlidés endémique du lac Malawi en Afrique.